# Rubus anhaltianus
Rubus anhaltianus es una especie de planta del género Rubus, perteneciente a la familia Rosaceae.

## Taxonomía
Rubus anhaltianus fue descrita por H. E. Weber en 2010.

## Distribución
Se encuentra en el territorio de Alemania.